# Alexandra Fusai
| jaar | rang enkelspel | rang dubbelspel |
| ---- | -------------- | --------------- |
| 1990 | 304            | 464             |
| 1991 | 184            | 215             |
| 1992 | 133            | 143             |
| 1993 | 77             | 143             |
| 1994 | 92             | 72              |
| 1995 | 104            | 57              |
| 1996 | 59             | 35              |
| 1997 | 51             | 14              |
| 1998 | 39             | 8               |
| 1999 | 177            | 13              |
| 2000 | 146            | 19              |
| 2001 | 141            | 32              |
| 2002 | 196            | 65              |
| 2003 | 1006           | 380             |

Alexandra Fusai (Saint-Cloud, 22 november 1973) is een voormalig tennisspeelster uit Frankrijk. Fusai begon met tennis toen zij acht jaar oud was. Haar favoriete ondergrond is hardcourt – niettemin bereikte zij haar beste resultaten op gravel. Zij speelt rechtshandig en heeft een tweehandige backhand.
Fusai maakte deel uit van het Franse Fed Cup-team, met name in het jaar 1997 toen zij het Nederlandse team versloegen in de finale van Wereldgroep I, in de Brabanthallen 's-Hertogenbosch. Zij was actief in het proftennis van 1991 tot en met 2003. Op 13 juli 2002 trad zij in het huwelijk met David Crochu.

## Loopbaan

### Enkelspel
Fusai debuteerde in 1989 op het ITF-toernooi van Asjkelon (Israël), waar zij haar eerste wedstrijd verloor van de Nederlandse Miriam Oremans. Zij stond in 1990 voor het eerst in een finale, op het ITF-toernooi van Granada (Spanje) – zij verloor van de Oostenrijkse Birgit Arming. Later dat jaar veroverde Fusai haar eerste titel, op het ITF-toernooi van Cherbourg (Frankrijk), door de Spaanse Maria Jose Llorca te verslaan.
In totaal won zij zes ITF-titels, de laatste in 1995 in Szczecin (Polen).
In 1990 kwalificeerde Fusai zich voor het eerst voor een WTA-hoofdtoernooi, op het toernooi van Parijs. Zij stond eenmaal in een WTA-enkelspelfinale, in 1995 op het toernooi van Warschau – zij verloor van de Oostenrijkse Barbara Paulus.
Haar beste resultaat op de grandslamtoernooien is het bereiken van de derde ronde. Haar hoogste notering op de WTA-ranglijst is de 37e plaats, die zij bereikte in oktober 1998.

### Dubbelspel
Fusai behaalde in het dubbelspel betere resultaten dan in het enkelspel. Zij debuteerde in 1989 op het ITF-toernooi van Mali Lošinj (toenmalig Joegoslavië) samen met landgenote Caroline Dhenin. Zij stond in 1990 voor het eerst in een finale, op het ITF-toernooi van Cherbourg (Frankrijk), samen met landgenote Olivia Graveraux – zij verloren van het duo Cora Linneman en Louise Pleming. In 1999 veroverde Fusai haar eerste ITF-dubbelspeltitel, op het ITF-toernooi van Lexington (Kentucky), samen met de Argentijnse Florencia Labat, door het duo Kim Eun-ha en Julie Pullin te verslaan. In totaal won zij twee ITF-titels, de andere in 2000 in Redbridge (Engeland).
In 1990 speelde Fusai voor het eerst op een WTA-hoofdtoernooi, op het toernooi van Parijs, samen met landgenote Olivia Graveraux. Zij stond in 1994 voor het eerst in een WTA-finale, op het toernooi van Maria Lankowitz, samen met de Slowaakse Karina Habšudová – zij verloren van het koppel Sandra Cecchini en Patricia Tarabini. In 1996 veroverde Fusai haar eerste WTA-titel, op het toernooi van Surabaya, samen met de Australische Kerry-Anne Guse, door het koppel Tina Križan en Noëlle van Lottum te verslaan. In totaal won zij twaalf WTA-titels (waarvan acht met landgenote Nathalie Tauziat), de laatste in 2001 in Auckland, samen met de Italiaanse Rita Grande.
Haar beste resultaat op de grandslamtoernooien is het driemaal bereiken van de halve finale op Roland Garros (in 1997, 1999 en 2000), alle drie met landgenote Nathalie Tauziat. Daarnaast bereikte zij met Tauziat tweemaal de finale op de WTA Tour Championships (1997, 1998). Haar hoogste notering op de WTA-ranglijst is de zesde plaats, die zij bereikte in september 1998.

#### Gemengd dubbelspel
In deze discipline bereikte Fusai in 2001 op het Parijse gravel de kwartfinale, samen met landgenoot Jérôme Golmard.

## Palmares
| Legenda                |
| ---------------------- |
| Grandslamtoernooi      |
| Olympische Spelen      |
| Year-End Championships |
| Tier I                 |
| Tier II                |
| Tier III               |
| Tier IV & V            |

### WTA-finaleplaatsen enkelspel
| nr.              | finale     | toernooi     | ondergrond | tegenstandster | score         |         |
| ---------------- | ---------- | ------------ | ---------- | -------------- | ------------- | ------- |
| gewonnen finales |            |              |            |                |               |         |
| geen             |            |              |            |                |               |         |
| verloren finales |            |              |            |                |               |         |
| 1.               | 1995-09-17 | WTA Warschau | gravel     | Barbara Paulus | 6-7, 6-4, 1-6 | details |

### WTA-finaleplaatsen vrouwendubbelspel
| nr.              | finale     | toernooi            | ondergrond | partner                  | tegenstandsters                                     | score         |         |
| ---------------- | ---------- | ------------------- | ---------- | ------------------------ | --------------------------------------------------- | ------------- | ------- |
| gewonnen finales |            |                     |            |                          |                                                     |               |         |
| 01.              | 1996-10-13 | WTA Surabaya        | hardcourt  | Kerry-Anne Guse          | Tina Križan Noëlle van Lottum                       | 6-4, 6-4      | details |
| 02.              | 1997-02-09 | WTA Linz            | tapijt (i) | Nathalie Tauziat         | Eva Melicharová Helena Vildová                      | 4-6, 6-3, 6-1 | details |
| 03.              | 1997-04-27 | WTA Boedapest       | gravel     | Amanda Coetzer           | Eva Martincová Elena Pampoulova                     | 6-3, 6-1      | details |
| 04.              | 1997-11-09 | WTA Chicago         | tapijt (i) | Nathalie Tauziat         | Lindsay Davenport Monica Seles                      | 6-3, 6-2      | details |
| 05.              | 1998-03-01 | WTA Linz            | tapijt (i) | Nathalie Tauziat         | Anna Koernikova Larisa Neiland                      | 6-3, 3-6, 6-4 | details |
| 06.              | 1998-05-24 | WTA Straatsburg     | gravel     | Nathalie Tauziat         | Yayuk Basuki Caroline Vis                           | 6-4, 6-3      | details |
| 07.              | 1998-08-30 | WTA New Haven       | hardcourt  | Nathalie Tauziat         | Mariaan de Swardt Jana Novotná                      | 6-1, 6-0      | details |
| 08.              | 1999-02-14 | WTA Prostějov       | tapijt (i) | Nathalie Tauziat         | Květa Hrdličková Helena Vildová                     | 3-6, 6-2, 6-1 | details |
| 09.              | 1999-05-16 | WTA Berlijn         | gravel     | Nathalie Tauziat         | Jana Novotná Patricia Tarabini                      | 6-3, 7-5      | details |
| 10.              | 2000-01-08 | WTA Auckland        | hardcourt  | Cara Black               | Barbara Schwartz Patricia Wartusch                  | 3-6, 6-3, 6-4 | details |
| 11.              | 2000-10-01 | WTA Luxemburg       | tapijt (i) | Nathalie Tauziat         | Ljoebomira Batsjeva Cristina Torrens Valero         | 6-3, 7-6      | details |
| 12.              | 2001-01-06 | WTA Auckland        | hardcourt  | Rita Grande              | Emmanuelle Gagliardi Barbara Schett                 | 7-6, 6-3      | details |
| verloren finales |            |                     |            |                          |                                                     |               |         |
| 01.              | 1994-07-31 | WTA Maria Lankowitz | gravel     | Karina Habšudová         | Sandra Cecchini Patricia Tarabini                   | 5-7, 5-7      | details |
| 02.              | 1994-11-20 | WTA Taipei          | hardcourt  | Nancy Feber              | Michelle Jaggard-Lai Rene Simpson-Alter             | 0-6, 6-7      | details |
| 03.              | 1995-07-30 | WTA Maria Lankowitz | gravel     | Wiltrud Probst           | Silvia Farina Andrea Temesvári                      | 2-6, 2-6      | details |
| 04.              | 1996-05-05 | WTA Bol             | gravel     | Alexia Dechaume-Balleret | Laura Montalvo Paola Suárez                         | 7-6, 3-6, 4-6 | details |
| 05.              | 1996-09-22 | WTA Warschau        | gravel     | Laura Garrone            | Olha Loehina Elena Pampoulova                       | 6-1, 4-6, 5-7 | details |
| 06.              | 1997-02-16 | WTA Parijs          | tapijt (i) | Rita Grande              | Martina Hingis Jana Novotná                         | 3-6, 0-6      | details |
| 07.              | 1997-08-24 | WTA Atlanta         | hardcourt  | Nathalie Tauziat         | Nicole Arendt Manon Bollegraf                       | 7-6, 3-6, 2-6 | details |
| 08.              | 1997-10-26 | WTA Québec          | tapijt (i) | Nathalie Tauziat         | Lisa Raymond Rennae Stubbs                          | 4-6, 7-5, 5-7 | details |
| 09.              | 1997-11-23 | WTA Championships   | tapijt (i) | Nathalie Tauziat         | Lindsay Davenport Jana Novotná                      | 7-6, 3-6, 2-6 | details |
| 10.              | 1998-03-15 | WTA Indian Wells    | hardcourt  | Nathalie Tauziat         | Lindsay Davenport Natallja Zverava                  | 4-6, 6-2, 4-6 | details |
| 11.              | 1998-05-17 | WTA Berlijn         | gravel     | Nathalie Tauziat         | Lindsay Davenport Natallja Zverava                  | 3-6, 0-6      | details |
| 12.              | 1998-08-09 | WTA San Diego       | hardcourt  | Nathalie Tauziat         | Lindsay Davenport Natallja Zverava                  | 2-6, 1-6      | details |
| 13.              | 1998-11-22 | WTA Championships   | tapijt (i) | Nathalie Tauziat         | Lindsay Davenport Natallja Zverava                  | 7-6, 5-7, 3-6 | details |
| 14.              | 1999-02-21 | WTA Hannover        | tapijt (i) | Nathalie Tauziat         | Serena Williams Venus Williams                      | 7-5, 2-6, 2-6 | details |
| 15.              | 1999-05-09 | WTA Rome            | gravel     | Nathalie Tauziat         | Martina Hingis Anna Koernikova                      | 2-6, 2-6      | details |
| 16.              | 1999-05-22 | WTA Straatsburg     | gravel     | Nathalie Tauziat         | Jelena Lichovtseva Ai Sugiyama                      | 6-2, 6-7, 1-6 | details |
| 17.              | 1999-06-13 | WTA Birmingham      | gras       | Inés Gorrochategui       | Corina Morariu Larisa Neiland                       | 4-6, 4-6      | details |
| 18.              | 2000-02-06 | WTA Tokio           | tapijt (i) | Nathalie Tauziat         | Martina Hingis Mary Pierce                          | 4-6, 1-6      | details |
| 19.              | 2001-04-08 | WTA Porto           | gravel     | Rita Grande              | María José Martínez Sánchez Anabel Medina Garrigues | 1-6, 7-6, 5-7 | details |
| 20.              | 2002-02-17 | WTA Doha            | hardcourt  | Caroline Vis             | Janette Husárová Arantxa Sánchez                    | 3-6, 3-6      | details |
| 21.              | 2002-04-21 | WTA Charleston      | gravel     | Caroline Vis             | Lisa Raymond Rennae Stubbs                          | 4-6, 6-3, 6-7 | details |

## Resultaten grandslamtoernooien
| Legenda | Legenda                          |
| ------- | -------------------------------- |
| g.t.    | geen toernooi gehouden           |
| l.c.    | lagere categorie                 |
| –       | niet deelgenomen                 |
| G       | uitgeschakeld in de groepsfase   |
| 1R      | uitgeschakeld in de eerste ronde |
| 2R      | uitgeschakeld in de tweede ronde |
| 3R      | uitgeschakeld in de derde ronde  |
| 4R      | uitgeschakeld in de vierde ronde |
| KF      | uitgeschakeld in de kwartfinale  |
| HF      | uitgeschakeld in de halve finale |
| F       | de finale verloren               |
| W       | het toernooi gewonnen            |
| w-v     | winst/verlies-balans             |

### Enkelspel
| Toernooi        | 1991 | 1992 | 1993 | 1994 | 1995 | 1996 | 1997 | 1998 | 1999 | 2000 | 2001 | 2002 | w-v  |
| --------------- | ---- | ---- | ---- | ---- | ---- | ---- | ---- | ---- | ---- | ---- | ---- | ---- | ---- |
| Australian Open | –    | –    | 1R   | –    | 1R   | 3R   | 2R   | –    | –    | 1R   | 1R   | –    | 3-6  |
| Roland Garros   | 1R   | 1R   | 2R   | 3R   | 1R   | 2R   | 2R   | 3R   | 1R   | 2R   | 1R   | 1R   | 8-12 |
| Wimbledon       | –    | –    | 1R   | 1R   | 1R   | 2R   | 1R   | 2R   | 1R   | –    | –    | 1R   | 2-8  |
| US Open         | –    | 1R   | 2R   | 2R   | –    | 2R   | 3R   | 2R   | –    | –    | 1R   | –    | 6-7  |

### Vrouwendubbelspel
| Toernooi        | 1991 | 1992 | 1993 | 1994 | 1995 | 1996 | 1997 | 1998 | 1999 | 2000 | 2001 | 2002 | w-v   |
| --------------- | ---- | ---- | ---- | ---- | ---- | ---- | ---- | ---- | ---- | ---- | ---- | ---- | ----- |
| Australian Open | –    | –    | 2R   | –    | 1R   | 1R   | 2R   | –    | –    | 2R   | KF   | 2R   | 7-7   |
| Roland Garros   | 1R   | 1R   | 2R   | 2R   | 2R   | KF   | HF   | KF   | HF   | HF   | 2R   | 3R   | 24-12 |
| Wimbledon       | –    | –    | –    | 1R   | 2R   | 2R   | 3R   | 2R   | 2R   | 2R   | 2R   | 1R   | 8-9   |
| US Open         | –    | 1R   | 1R   | 1R   | 2R   | 1R   | KF   | 2R   | 3R   | 3R   | 1R   | 2R   | 10-11 |

### Gemengd dubbelspel
| Toernooi        | 1995 | 1996 | 1997 | 1998 | 1999 | 2000 | 2001 | 2002 | w-v |
| --------------- | ---- | ---- | ---- | ---- | ---- | ---- | ---- | ---- | --- |
| Australian Open | –    | –    | 1R   | –    | –    | –    | 1R   | –    | 0-2 |
| Roland Garros   | 1R   | 2R   | 3R   | 2R   | –    | –    | KF   | 2R   | 5-6 |
| Wimbledon       | –    | 1R   | 3R   | 1R   | –    | –    | 1R   | 1R   | 2-5 |
| US Open         | –    | –    | –    | 1R   | 1R   | 2R   | 1R   | –    | 1-4 |